# Миколаш Алеш
Миколаш Алеш (на чешки: Mikoláš Aleš) е чешки художник, роден на 18 ноември 1852 година и починал на 10 юли 1913 година.  По оценки Алаш е публикувал 5000 произведения; той рисува за всичко, от списания, през карти за игра до учебници. Картините му не са били показвани много извън Бохемия, но много от тях все още са запазени и Миколаш Алеш бива считан за един от най-великите чешки художници. 

## Биография
Алеш е роден в Миротице край Писек в относително богато семейство, което има дългове по това време.  Брат му му преподава история до смъртта си през 1865 година; Алеш проявява интерес към рисуването като дете. През 1879 година се жени за Марина Каилова (Marina Kailová) и се мести в Италия, където продължава работата си като художник.  Връща се в Прага, за да работи по новия външен вид на Пражкия национален театър заедно с други известни художници. Умира в Прага на 60-годишна възраст.

## Наследство
Днес Алеш е вероятно най-известен с това, че е един от художниците, редекорирали известното фоайе на Чешкия национален театър, заедно с Франтишек Женишек (František Ženíšek).  Алеш получава известност приживе, особено за архитектурната си дейност, но картините му получават признание едва след смъртта му. Много улици в Чехия носят неговото име. Работата на Алеш не е приета от германските нацисти, контролирали чешките земи от 1938 до 1945 година, но е използвана обширно за пропаганда от комунистическия режим, особено през 1950-те.  Избран е на 89-о място в класацията за най-значимите чехи, проведена през 2005 година. 
Бившият президент на Чешката република Вацлав Клаус (Václav Klaus) е наследник на девера му Ото Каил (Otto Kail).